# Chariesthes bimaculipennis
Chariesthes bimaculipennis là một loài bọ cánh cứng trong họ Cerambycidae.